# 리틀 시저스

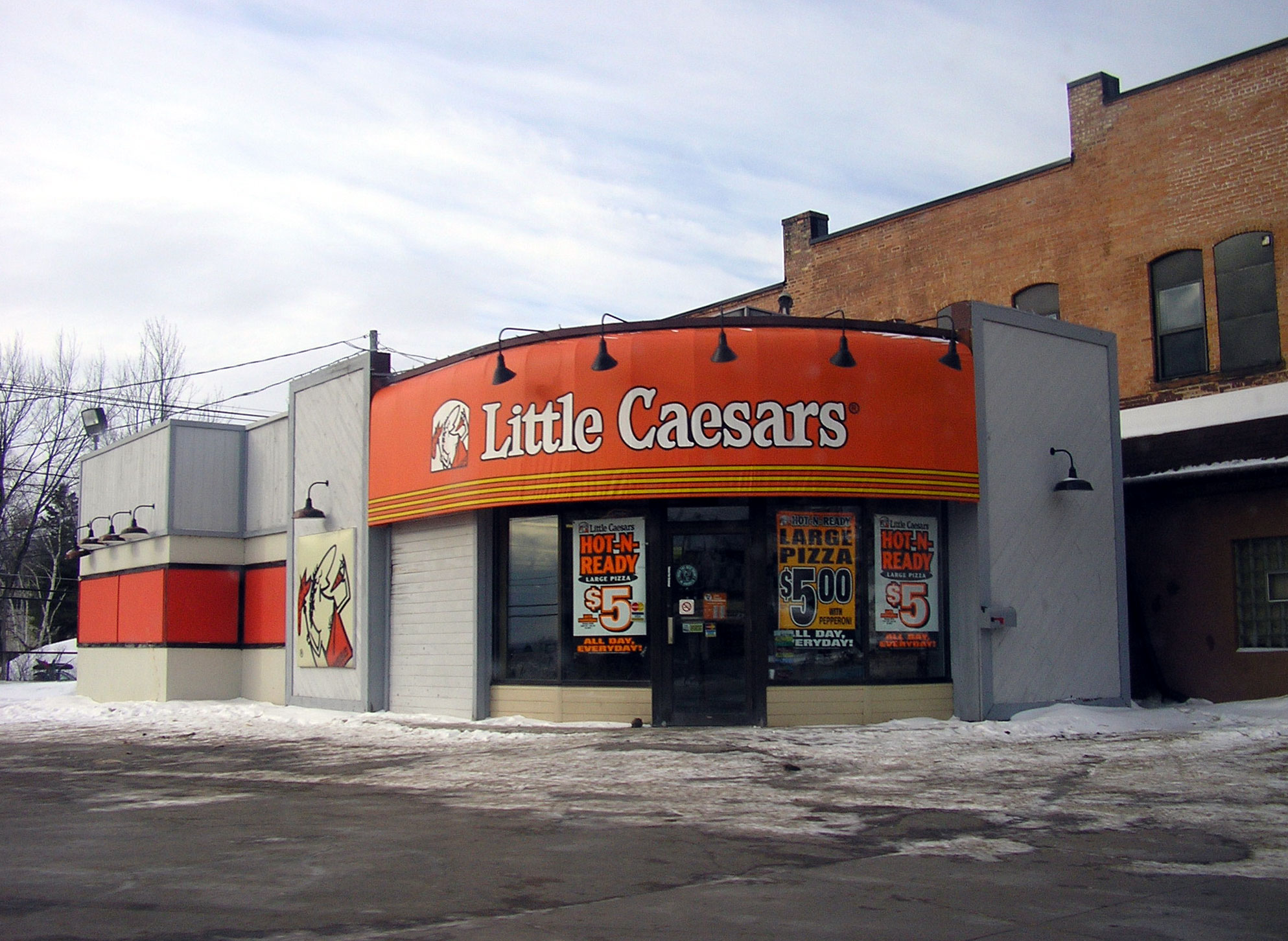
미국 미시간주, 마켓에 있는 리틀 시저스 지점

리틀 시저스(Little Caesars)는 미국에서 3번째로 큰 피자 체인 브랜드이다. 이 브랜드는 1959년 미시간주에서 처음 시작했으며, 현재 미국을 포함한 아시아, 유럽, 중동, 북미, 남미 등의 28개국에서 운영 중이다. 본사는 디트로이트에 위치해 있다.

## 사업 지역

### 북미
2008년부터 2015년까지 리틀 시저스는 미국에서 가장 빠른 성장을 보인 피자 브랜드였다.

### 아시아
대한민국에서는 두산그룹 계열인 일경식품이 1996년부터 들여와 운영했으나, 1년 만인 1997년에 대한민국의 IMF 외환위기로 인해 철수하였다.